# نادي لوفين براونشفايغ لكرة السلة
نادي لوفين براونشفايغ لكرة السلة (بالألمانية: Basketball Löwen Braunschweig) هو فريق كرة سلة ألماني تأسس في سنة 2000 يقع مقره في براونشفايغ. يلعب في الدوري الألماني لكرة السلة.

## أبرز اللاعبين
من أبرز اللاعبين الذين لعبوا معه:
- كريس هيرين
- دانيال ثيس
- ديموند مالت
- إريك بواتينغ
- هيكو شافارتزيك
- جون سيليستاند
- ريتشارد ميلتسر
- شيمون شيفشيك
- توني سكين

## وصلات خارجية
- الموقع الرسمي